# 가봉의 대외 관계
가봉은 비동맹 정책을 따르며, 국제 문제에서 대화를 촉진하고 분단된 국가들의 양측을 인정하는 입장을 고수해왔다. 1973년 이후, 가봉과 외교 관계를 맺은 국가들의 수는 두 배로 증가했다. 가봉은 대내적으로 혁명보다는 진화를 통한 발전을 지지하며, 빠른 경제 성장을 촉진할 수 있는 시스템으로 규제된 자유 기업을 선호한다. 중부 아프리카의 안정과 개입 가능성에 대해 우려를 표명해온 가봉은 차드, 중앙아프리카 공화국, 콩고 공화국, 앙골라, 이전의 자이르와 관련된 중재 활동에 직접 참여해왔다. 1999년 12월, 오마르 봉고 대통령의 중재 노력으로 콩고 공화국 정부와 대부분의 무장 반란 지도자들 간에 평화 협정이 체결되었다. 봉고 대통령은 계속해서 콩고 평화 과정에 관여하고 있다. 가봉은 지역 안정의 강력한 지지자로, 가봉 군은 중앙아프리카 공화국에 대한 유엔 평화유지군 임무(MINURCA)에서 중요한 역할을 했다.

## 각국별 대외 관계

### 아메리카

#### 미국
양국은 1960년 8월 17일에 외교 관계를 수립했다.
미국과 가봉의 관계는 매우 우호적이다. 1987년, 오마르 봉고 대통령은 워싱턴 D.C.를 공식 방문했다. 2002년 9월, 콜린 파월 국무장관은 중앙아프리카 지역의 환경 보호와 보존을 강조하기 위해 가봉을 짧지만 역사적인 방문을 했다. 이어 2004년 5월에는 봉고 대통령이 백악관을 방문했다. 미국은 가봉산 원유와 망간을 상당량 수입하고 있으며, 가봉에는 중장비, 항공기, 기계류를 수출한다. 미국은 겸손한 국제 군사 교육 훈련 프로그램을 통해 매년 가봉 군 관계자들에게 군사 훈련을 제공하고 있다. 그 외에도 양국 간 협력에는 민주주의와 인권, 자립적 지원, 문화 보존 프로젝트에 대한 소규모 보조금 지원이 포함된다. 미국의 민간 자본은 가봉의 독립 이전부터 가봉에 유입되었다.

### 아시아

#### 대한민국
양국은 1962년 10월 1일에 외교 관계를 수립했다.

### 유럽

#### 프랑스
양국은 1960년 8월 18일에 외교 관계를 수립했다.
독립 이후 가봉은 "아프리카에서 프랑스의 가장 가까운 동맹국 중 하나"였다. 2008년 기준으로 약 10,000명의 프랑스 국민이 가봉에 거주하며 일하고 있으며, 프랑스군 제6해병보병대대도 주둔하고 있다.